# Kuranko

Geographische Verteilung der Völker in Sierra Leone

Die Kuranko oder Koranko ist eine ethnische Volksgruppe, die in Sierra Leone und im südlichen Guinea lebt. Sie sprechen die gleichnamige Sprache Kuranko. In der Regel sind die Kuranko ein friedliches Volk, die eine separate ethnische Identität trotz jahrelanger Stammesmischungen bewahrt haben. 
Alleine in Sierra Leone gehören den Koranko (Stand 2015) fast 314.000 Menschen an, wovon etwa 277.000 Koranko als Muttersprache nutzen.